# إيمير لوتيناك
إيمير لوتيناك (25 سبتمبر 1987 بنوفي بازار في صربيا - ) هو لاعب كرة قدم صربي في مركز الدفاع. لعب مع باليستيير خالسا ونادي أو إف كيه بيوغراد وFK Novi Pazar ‏.

## روابط خارجية
- إيمير لوتيناك على موقع قاعدة بيانات كرة القدم.إي يو (الإنجليزية)
- إيمير لوتيناك على موقع Soccerway.com (الإنجليزية)